# نويتامينا

شعار نويتامينا

نويتامينا (بالإنجليزية: noitaminA / باليابانية:ノイタミナ) هي كلمة إنجليزية «أنيميشن Animation» بالعكس.
هي فقرة تلفزيونية تعرض على قناة تلفزيون فوجي اليابانية، متخصصة بالأنمي الياباني. كانت مدة الفقرة في بداية عرضها عام 2005 نصف ساعة حيث تبث كل ليلة الخميس من 24:45 إلى 25:15 (أو 0:45 حتي 1:15 صباح يوم الجمعة)، ومع الإقبال التجاري المتزايد تم في 2010 تمديدها إلى ساعة كاملة في ليال الخميس من 24:45 إلى 25:45 (أو 0:45 حتي 1:45 صباح يوم الجمعة).
عادت الفقرة إلى نصف ساعة في عام 2015 نظرا لخمسة أفلام انتجتها نويتامينا ليتم عرضها في دور السينما اليابانية في العام نفسه.

## الهدف
تهدف هذه الفقرة إلى توسيع قاعدة متابعي الأنمي المعتادة عن طريق عرض أعمال تمتلك القابلية على الاستئثار بإعجاب الأشخاص غير المتابعين للأنمي في المعتاد، وقد لقيت أعمال هذه الفقرة بإعجاب كبير من قبل جماهير الأنمي بالذات إذ أصبح هذا الجمهور ينتظر أعمال فقرة نويتامينا دون غيرها من الأعمال للجودة التي عُرفت بها، تدريجيا بدأت أعمال الفقرة تخاطب جمهور الأوتاكو دون غيرهم مما جعل الفقرة تنحرف عن مسارها الحقيقي بشكل كبير للغاية، حيث أصبح المنتجون حريصون على التسابق لحجز هذه الفقرة بعد معرفة قابليتها الربحية الظاهرة.

## عرض
أول سلسلة الانمي تم عرضها على فقرة نويتامينا هو عسل ونفل Honey & Clover في 14 ابريل2005. وتم عرض مايتجاوز خمسون سلسلة انمي منذ بداية الفقرة وإثنا عشر فلما

## روابط خارجية
- نويتامينا على موقع ANN company (الإنجليزية)